# Willi Schulz
Willi Schulz (Bochum, 1938. október 4. –) nyugatnémet válogatott világbajnoki ezüst- és bronzérmes német labdarúgó, hátvéd.

## Pályafutása

### Klubcsapatban
1950-ben a Union Günnigfeld csapatában kezdte a labdarúgást. 1960 és 1965 között a Schalke 04, 1965 és 1973 között a Hamburger SV játékosa volt. Összesen 345 bajnoki mérkőzésen szerepelt a két klubban és 11 gólt szerzett.

### A válogatottban
1959 és 1970 között 66 alkalommal szerepelt a nyugatnémet válogatottban. 1966-ban világbajnoki ezüst-, 1970-ben bronzérmet nyert a válogatottal. 1959-ben egyszeres B-válogatott, 1959-60-ban 8-szoros amatőr válogatott volt.

## Sikerei, díjai
NSZK
- Világbajnokság
  - ezüstérmes: 1966, Anglia
  - bronzérmes: 1970, Mexikó

 Hamburger SV
- Nyugatnémet kupa (DFP-Pokal)
  - döntős:  1967
- Kupagyőztesek Európa-kupája (KEK)
  - döntős: 1967–68